# (5952) Davemonet
(5952) Davemonet (1987 EV) – planetoida z grupy pasa głównego asteroid okrążająca Słońce w ciągu 3,42 lat w średniej odległości 2,27 j.a. Odkryta 4 marca 1987 roku.